# الشيخ مويجو
الشيخ مويجو، واسمه الحقيقي موشيه عطياس، موسيقي وكاتب أغاني مغربي ولد في مكناس عام 1937 وتوفي في كريات آتا في 2 مايو 2020 . وهو أحد أعلام الأغنية اليهودية المغربية.

## سيرة شخصية
ولد الشيخ مويجو عام 1937 في مكناس في عائلة فنية، إذ كان والده يعقوب عطياس عازف إيقاع.
بدأ الشيخ مويجو مسيرته الغنائية في الغناء وهو في الخامسة والعشرين من عمره، واشتهر بأداء الأغاني الشعبية والملحون.
بعد مغادرته المغرب نحو إسرائيل عام 1962، بدأ مسيرته الموسيقية الجديدة في حيفا بالغناء والعزف على المندولين قبل تغيير الآلة لصالح الكمان المغربي الذي يعزف عموديًا. خلال مسيرته الغنية، ظل مويجو مرتبطًا ارتباطًا وثيقًا بمجتمعه المحلي وكان مصدر دخله الرئيسي هو حفلات الزفاف والمناسبات التي تحتفل بها الجالية اليهودية المغربية.
إلى جانب أغانيه الفكاهية مثل «طنجية» و «لبنات»، غنى مويجو أيضًا من أجل السلام والتعايش بين اليهود والمسلمين كما في أغنيته «إبراهيم الخليل» حيث أوضح أن إبراهيم هو سلف مشترك بين اليهود والمسلمين. مجتمعين وأن إسماعيل وإسحاق خلقهما نفس الإله.